# Draget (film)
Draget er en dansk kortfilm fra 2018 instrueret af Christian Bengtson.

## Handling
Filmen er et indblik i eneboeren Thomas’ liv, en ensom og mystisk kvægfarmer med en mørk fortid, hvis eneste relationer og familie nu er de østeuropæiske staldarbejdere, han har ansat på sin gård. Med udgangspunkt i Hans Otto Jørgensens digtsamling Nåden, omsættes ordenes og lyrikkens poesi til en filmisk fortælling, en kortfilm om mænd og deres sønner.

## Medvirkende
- Henrik Birch
- Marek Magierecki
- Mathias Skov Rahbæk